# John Martin (governador do Kansas)
John Alexander Martin (10 de Março de 1839 – 2 de Outubro de 1889) foi o décimo Governador do Kansas.

## Primeiros anos
Martin nasceu em Brownsville, Pensilvânia, filho de James e Jane Montgomery (Crawford) Martin. Seu pai era nativo de Maryland e sua mãe de Pensilvânia. Era de origem escocesa-irlandesa, e a família era parente do General Richard Montgomery. Seu avô materno, Thomas Brown, foi o fundador de Brownsville, Pensilvânia. Martin estudou nas escolas públicas e, aos quinze anos, começou a aprender o ofício da tipografia. Passou um breve período em Pittsburgh, onde trabalhou como compositor no escritório do Commercial Journal.

## Freedom's Champion
Em 1857, aos 18 anos, chegou ao Território do Kansas, comprou o jornal conhecido como Squatter Sovereign, publicado em Atchison, e mudou o nome para Freedom's Champion. Continuou a publicar este jornal até sua morte. Era um homem firme do Estado Livre e logo se identificou ativamente com os assuntos políticos do território. Em 1858, foi indicado para a assembleia territorial, mas recusou porque ainda não era maior de idade. Em 1859, foi delegado na convenção de Osawatomie, que organizou o partido Republicano no Kansas e, pelo resto da vida, foi um apoiador inabalável dos princípios e políticas dessa organização. Sua atividade inteligente em assuntos políticos levou a ser honrado por eleição ou nomeação para vários cargos de confiança e responsabilidade. No dia 5 de Julho de 1859, foi eleito secretário da convenção constitucional de Wyandotte; foi secretário da convenção ferroviária em Topeka em Outubro de 1860; foi delegado na convenção nacional Republicana daquele ano e foi eleito para o Senado do Kansas em 1861.

## Guerra Civil
Antes do término de seu mandato como senador, a Guerra Civil começou e em Outubro de 1861, foi convocado para o serviço voluntário dos Estados Unidos como tenente-coronel da 8ª Infantaria Voluntária do Kansas. No início de 1862, foi nomeado chefe da polícia militar de Leavenworth e ocupou o cargo até que seu regimento foi enviado a Corinth, Mississippi, em Março. Lá, a 8ª Infantaria do Kansas tornou-se parte do exército do Major-General Don Carlos Buell, e permaneceu no Exército de Cumberland até o final da guerra. No dia 1º de Novembro de 1862, Martin foi promovido a coronel e algumas semanas depois, foi nomeado para o posto de chefe da polícia militar de Nashville, Tennessee, cargo que ocupou até Junho do ano seguinte. Com seu comando, participou da Batalha de Perryville; as várias batalhas da Campanha de Tullahoma; a Batalha de Chickamauga, onde no segundo dia foi nomeado para o comando da Terceira Brigada, Primeira Divisão, XX Corps; e em Novembro esteve presente no cerco de Chattanooga e na Batalha de Missionary Ridge. Com o exército do Major-General William Tecumseh Sherman, marchou para Atlanta na memorável campanha de 1864, a linha de marcha sendo marcada por batalhas em Rocky Face Ridge, Dalton, Resaca, Kingston, Kennesaw Mountain e vários outros pontos. Após a queda de Atlanta, o regimento de Martin se juntou à perseguição ao Tenente-General John Bell Hood, enquanto marchava para o norte, para o Tennessee, onde acabou o serviço. Durante as cenas finais de sua carreira militar, Martin comandou a Primeira Brigada, Terceira Divisão, IV Corps, até ser convocado em Pulaski, Tennessee, no dia 17 de Novembro de 1864. Mais tarde, recebeu uma promoção para brigadeiro-general "por serviços corajosos e louváveis", datado do dia 13 de Março de 1865.

## Depois da guerra
Após voltar ao Kansas, Martin retomou a gestão editorial de seu jornal e tornou-se novamente um fator importante nos assuntos políticos. Exerceu como membro do Senado do Kansas de 1859 até 1861 e foi prefeito de Atchison, servindo em 1865 e 1878 até 1880. Exerceu como terceiro chefe do correio de Atchison por doze anos. Por vinte e cinco anos consecutivos, foi presidente do Comitê Central Republicano do Condado de Atchison; foi membro do Comitê Nacional Republicano de 1868 até 1884 e secretário do comitê durante os últimos quatro anos desse período; exerceu como delegado à primeira Convenção Republicana em 1860 e foi membro das Convenções Nacionais Republicanas de 1860, 1868, 1872 e 1880; era membro de um dos vice-presidentes da comissão do Centenário dos Estados Unidos; foi um dos fundadores da Sociedade Histórica do Kansas, da qual foi presidente em 1878; foi presidente no mesmo ano da Associação de Editores; e de 1878 até a época de sua morte, foi um dos membros do conselho de administração da filial de Leavenworth da Casa dos Soldados Nacionais. Durante todos os anos que se seguiram à Guerra Civil, manifestou um grande interesse no trabalho e no bem-estar do Grande Exército da República, e quando o Departamento do Kansas foi organizado, foi homenageado por ser eleito seu primeiro comandante.

## Governador Martin
Durante anos antes de sua eleição para o cargo de Governador, Martin teve a ambição de ser o principal executivo de seu estado adotado, mas sabia que tinha que esperar e se preparar para os deveres do cargo, caso fosse chamado para ocupá-lo. O apelo ocorreu em 1884, quando foi nomeado e eleito. O início de sua gestão foi muito difícil e foi cercado por hordas de pessoas que procuravam um cargo. Isso, por conta da gestão Democrata anterior.
A princípio, Martin não era um proibicionista, mas com o tempo, ao ver os efeitos benéficos da lei seca, converteu-se em um dos seus fervorosos defensores. Durante a gestão de Martin, seis instituições educacionais foram fundadas no Kansas e 182 escolas foram construídas em 1887. Além disso, o Reformatório do Estado estava localizado em Hutchinson, e foram oferecidas oportunidades de reforma para jovens infratores.
Em Março de 1886, uma greve e sérios distúrbios na Missouri Pacific Railroad, no Missouri e no Kansas, exigiram a atenção de Martin. Os distúrbios fizeram com que enviasse a Primeira Milícia do Kansas para o local de intervenção. Depois de causar grandes inconveniências e sofrimentos, a greve foi encerrada em Abril.
Sua primeira gestão o recomendou ao povo e em 1886 foi reeleito.
Um projeto de lei foi aprovado pela Assembleia Legislativa do Kansas em 1887, conferindo às mulheres do Kansas o direito de votar nas escolas, vínculos e eleições municipais. Este foi um dos primeiros passos em direção ao sufrágio completo que o Estado desfruta hoje.
Kansas progredira constantemente na prosperidade e suas cidades e vastas terras agrícolas aumentavam imensamente em valor. Isso levou a um "crescimento" durante o qual as cidades foram erguidas no papel e as cidades reais aumentaram de tamanho. Muitos sindicatos foram organizados para negociar imóveis no Kansas. Longos blocos de edifícios foram erguidos em cidades desnecessárias, e a pradaria foi muito tempo depois espalhada de canos e hidrantes enferrujados, as únicas evidências tangíveis dessas cidades inúteis. O final de 1888 viu o grande "crescimento" do Kansas entrar em colapso e, como este ano também havia tido uma falha nas colheitas, o Kansas experimentou uma crise financeira. Mas esse registro da prosperidade foi relativamente breve.
Houve um concurso para a sede do condado entre cidades em vários condados. Rivalidades e disputas amargas resultaram, no mais afetado sendo o Condado de Stevens, onde várias pessoas foram mortas. Um apelo foi feito ao Governador por ajuda, e um regimento de milícia foi enviado ao condado. Em 1888, o Condado de Greeley foi organizado, completando assim a organização dos 105 atuais condados do Kansas.

## Casamento e morte
No dia 7 de Junho de 1871, Martin casou-se com Ida Challiss e juntos tiveram sete filhos.
Martin morreu de pneumonia no dia 2 de Outubro de 1889 em Atchison aos 50 anos e foi sepultado no Cemitério Mount Vernon de Atchison.